# Supercoppa italiana 2019 (pallamano maschile)
La Supercoppa italiana 2019 è la 13ª edizione del torneo di pallamano riservato alle squadre vincitrici, l'anno precedente, della Serie A e della Coppa Italia.
La squadra del SSV Bozen Loacker ha vinto sia il campionato che la Coppa Italia, per questo è ammessa alla finale di Supercoppa la finalista della Coppa Italia, ovverosia la Pallamano Pressano.
Esso è organizzato dalla FIGH, la federazione italiana di pallamano.
Il Bolzano ha vinto la competizione per la quarta volta nella sua storia.

## Partecipanti
| Squadre  | Qualificazione               | Partecipazioni precedenti (il grassetto indica la vittoria) |
| -------- | ---------------------------- | ----------------------------------------------------------- |
| Bozen    | Vincitore del campionato     | 4 (2012, 2015, 2016, 2017)                                  |
| Pressano | Finalista della Coppa Italia | 2 (2015, 2018)                                              |

## Tabellino
| Arbitro: | Dionisi-Maccarone (L'Aquila) |

|                                                                             |           |                                                                                  |
| Arcieri 5 Gaeta 5 Halilković 5 Turković 5 Sonnerer 4 Starčević 3 Udovičić 3 | Marcatori | Nikočević 8 Folgheraiter 5 Argentin 3 Dedović 3 Moser N. 3 Dallago 2 Fadanelli 1 |